# نشر علمي
النشر العلمي هو عملية نشر المواد العلمية في شتى مجالات العلوم البحتة والتطبيقية.

## الهدف من النشر العلمي
الهدف العام هو عملية تبادل العلوم والمعرفة وجعلها متاحة عالمياً خاصة في عصر العولمة والأنترنت حيث أصبح العالم بمثابة قرية صغيرة. وهذه الإتاحة للعلوم يؤدي إلى تكامل جهود العلماء والباحثين في شتى المجالات العلمية متجاوزة المسافات البعيدة واختلاف الأعراق والأديان وسياسات الدول وصولاً إلى نهضة علمية سريعة. وقد توجد بعض الأهداف الخاصة لعملية النشر العلمي كمثل القيام بنشر الأوراق العلمية الخاصة برسائل الباحثين للحصول على الدرجة العلمية أو الترقية الأكاديمية وهذا يعرف بالنشر الأكاديمي.

## أنواع المواد العلمية التي يمكن نشرها
- الكتب والمراجع العلمية.
- المقالات العلمية في الدوريات والمجلات العلمية
- العروض المقدمة في المؤتمرات العلمية والأكاديمية